# 삼절

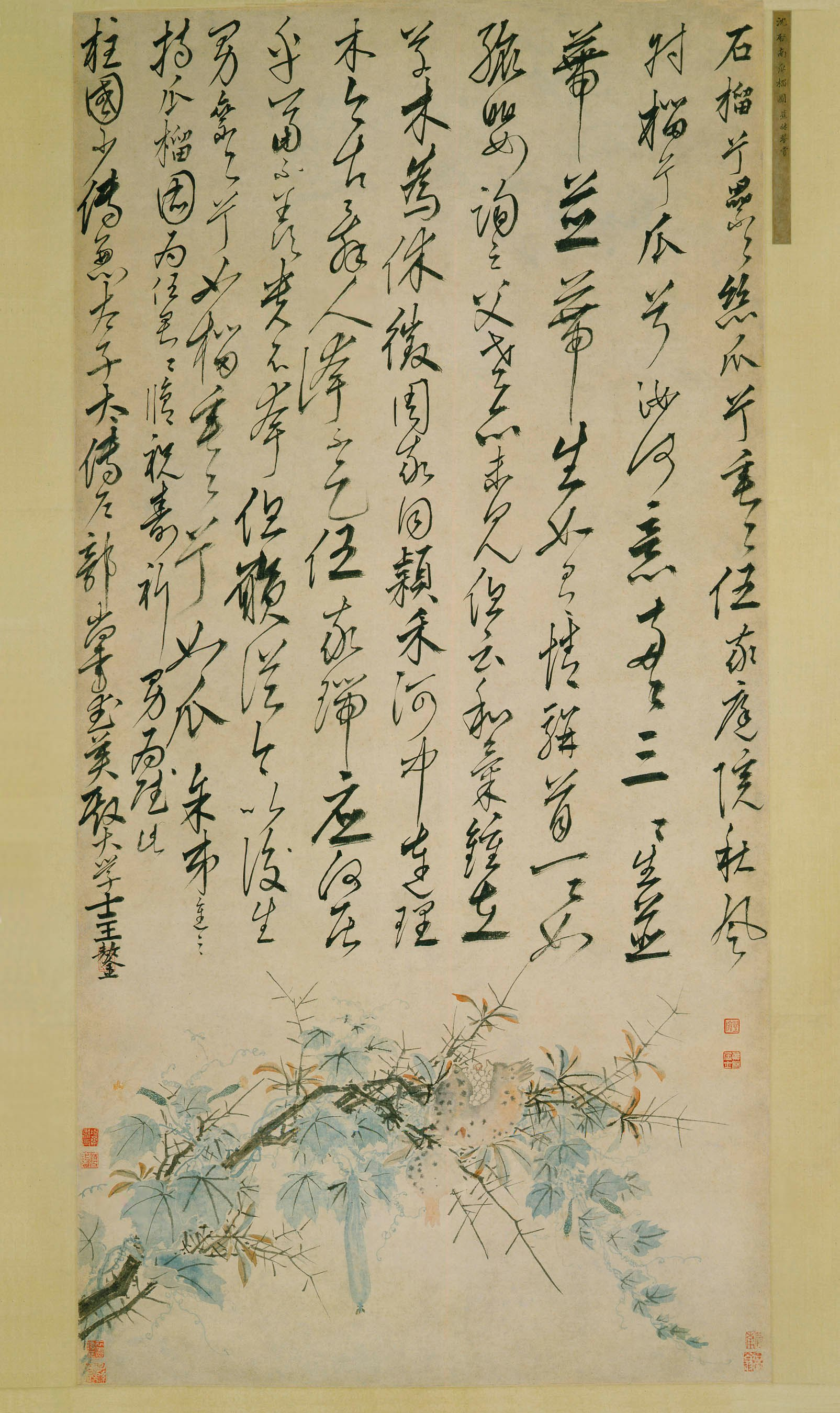
명나라 시대 문인화가 심주가 그린 서화 그림

삼절(三絶)은 지난날 18세기 이전까지의 동양 아시아 국가 중 특히 중국과 일본에서, 시문학, 서예, 회화 등 3가지 분야에 능수능란(能手能爛)한 예술가(藝術家)를 일컫는 존칭 혹은 지칭이었다.
동양 아시아 국가에서 삼절(三絶)이라 불린 대표적인 이들은 이백, 두보, 한유, 백거이, 유종원, 구양 수, 소순, 증공, 왕안석, 소식, 소철, 교귀비, 조길, 조구, 조맹부, 심주, 부청주, 김성탄, 곤잔, 마쓰오 바쇼, 채함, 왕휘, 이케노 다이가, 이케노 교쿠란 등이 있었다.